# Ringeltjärnen (Råneå socken, Norrbotten)
Ringeltjärnen är en sjö i Bodens kommun i Norrbotten och ingår i Altersundets huvudavrinningsområde.